# Софтвери за прислушкивање
Софтвери за прислушкивање су специјализовани програми дизајнирани за тајно прикупљање података са електронских уређаја. Користе их државне безбедносне агенције, али и ауторитарни режими за надзор политичких противника, новинара и активиста. Најпознатији примери укључују Pegasus, Predator и FinFisher, који омогућавају приступ порукама, позивима, локацији и чак активирају камере и микрофоне.

## Главни софтвери за прислушкивање

### Pegasus (NSO Group)
Pegasus је софтвер израелске компаније NSO Group, способан да инфицира уређаје кроз *нула-клик* нападе (без икакве интеракције корисника). Користи експлоатацију рањивости у iOS и Android система. Према истраживањима Amnesty International и Citizen Lab, Pegasus је коришћен у Србији против новинара BIRN-а (2024), али и у Мађарској, Индији и Мексику за надзор опозиције.

### NoviSpy
NoviSpy је софвер домаће производње, откривен 2024. године у Србији. Инсталира се током интервјуа са припадницима БИА, користећи израелски форензички алат Cellebrite за откључавање телефона. Прикупља све податке са уређаја, укључујући поруке, контакте, фотографије и активирање камере.

### Predator (Intellexa)
Predator је развио конзорцијум Intellexa, са седиштем у Кипру. Користи *једно-клик* и *нула-клик* нападе за инфицирање Android и iOS уређаја. Санкционисан од стране САД 2024. због употребе у Грчкој против политичара и новинара.

### FinFisher (Gamma Group)
FinFisher (FinSpy) је немачки софтвер који се продаје као "легални форензички алат", али је документовано коришћен од стране Египта, Бахреина и Турске за прогањање дисидената. Инсталише се кроз компромитоване ажурирања легитимних апликација.

### EagleMsgSpy (Кина)
EagleMsgSpy је кинески софтвер за надзор, развијен од стране Wuhan Chinasoft Token Information Technology. Захтева физички приступ уређају за инсталацију. Прикупља поруке са WeChat, снима екран и локацију.

### Candiru (Израел)
Candiru је израелски софтвер који користи нула-клик нападе кроз браузере (Chrome, Safari). Откривен је 2021. године у нападима на активисте у Западној Европи. Може да експлоатише рањивости за приступ Signal и Telegram порукама.

## Техничке карактеристике
- Нула-клик напади: Pegasus и Predator користе неоткривене рањивости (zero-day) за инфицирање без интеракције корисника.
- Модуларни дизајн: Софтвери имају компоненте за снимање екрана, кражу лозинки и активирање хардвера.
- Инфраструктура: Сервери за командовање и контролу (C2) често се крију иза лажних домена (нпр. "Amnesty International" за Candiru).

## Употреба у Србији
Према извештајима BIRN и Amnesty International, српске власти су користиле Pegasus, NoviSpy и Predator за надзор новинара и активиста. У случају генерала Слободана Малешића, BIA је инсталирала софтвер за снимање екрана сваких 20 секунди.

## Контроверзе и санкције
- Санкције САД: Intellexa и NSO Group су забрањене у САД због злоупотребе (2024).[3]
- ЕУ регулативе: Европски парламент је 2025. предложио забрану продаје комерцијалног шпијунског софтвера ауторитарним режимима.
- Повреде приватности: Софтвери су документовано коришћени за прогањање ЛГБТ активиста, новинара и политичких опозиција у земљама попут Мађарске и Индије.

## Правни оквир
У Србији, Законик о кривичном поступку дозвољава прислушкивање уз судски налог, али употреба комерцијалног софтвера није експлицитно регулисана. BIA тврди да користи "форензичке алате у складу са законом", док критичари наглашавају недостатак надзора.